# Framing Armageddon (Something Wicked Part 1)
Framing Armageddon (Something Wicked Part 1) – ósmy album studyjny amerykańskiego zespołu Iced Earth, zarazem drugi i ostatni z wokalistą Timem Owensem. Wydany został 11 września 2007 roku nakładem SPV GmbH. Jest on pierwszym z dwóch albumów koncepcyjnych, których temat przewodni to kontynuacja opowieści fantasy zapoczątkowanej na "Something Wicked This Way Comes".

## Lista utworów
Wszystkie utwory skomponował Jon Schaffer, oprócz "Reflections", "Infiltrate and Assimilate" (Schaffer/ Mills) i "The Domino Decree" (Shaffer/Owens).
Wszystkie teksty napisał Jon Schaffer.
1. Overture (2:25)
2. Something Wicked Part 1 (5:02)
3. Invasion (1:01)
4. Motivation of Man (1:34)
5. Setian Massacre (3:48)
6. A Charge to Keep (4:25)
7. Reflections (1:50)
8. Ten Thousand Strong (3:56)
9. Execution (1:28)
10. Order of the Rose (4:51)
11. Cataclysm (1:30)
12. The Clouding (9:19)
13. Infiltrate and Assimilate (3:48)
14. Retribution Through the Ages (4:32)
15. Something Wicked Part 2 (2:59)
16. The Domino Decree (6:36)
17. Framing Armageddon (3:41)
18. When Stars Collide (Born is He) (4:17)
19. The Awakening (2:01)

Wydanie japońskie zawiera utwór bonusowy "Coming Curse", zaś wydanie azjatyckie posiada bonusowe CD z utworami zawartymi na Overture of the Wicked EP.

## Twórcy
Źródło
- Tim Owens – śpiew
- Jon Schaffer – gitara rytmiczna, basowa, prowadząca, czysta i akustyczna; śpiew
- Brent Smedley – instrumenty perkusyjne
- Troy Seele – sola gitarowe w "Setian Massacre", "A Charge to Keep", "Order of the Rose", "The Clouding", "Retribution Through the Ages" i "Framing Armageddon"
- Tim Mills - czysta gitara w "Reflections"
- Dennis Hayes – bas w "Reflection" i bas bezprogowy w "The Clouding"
- Jim Morris – gitara prowadząca w "The Domino Decree"
- Howard Helm – organy Hammonda, instrumenty klawiszowe, śpiew boczny
- Todd Plant, Patina Ripkey, Debbie Harrell, Kathy Helm, Jason Blackerby – śpiew boczny[2]
- Steve Rogowski – wiolonczela[2]
- produkcja: Jon Schaffer i Jim Morris
- inżynieria: Jim Morris
- mixy: Jim Morris w Morrisound[2]
- okładka: Nathan Perry i Felipe Machado Franco
- oprawa graficzna: Nathan Perry, David Newman - Stump i Felipe Machado Franco
- logo: Jon Schaffer